# Астрохронология
Астрохроноло́гия — метод определения возраста нормальных морских отложений и других осадочных горных пород путём сопоставления с астрономически настроенными временными шка́лами, такими как Циклы Миланковича.  Используемая совместно с радиоизотопным датированием и кривыми изменения характеристик климата, позволяет получать достаточно точные временные шка́лы. Если удаётся идентифицировать циклы орбитальной прецессии, ошибка датировки уменьшается до 21 000 лет.